# Felsővezeték

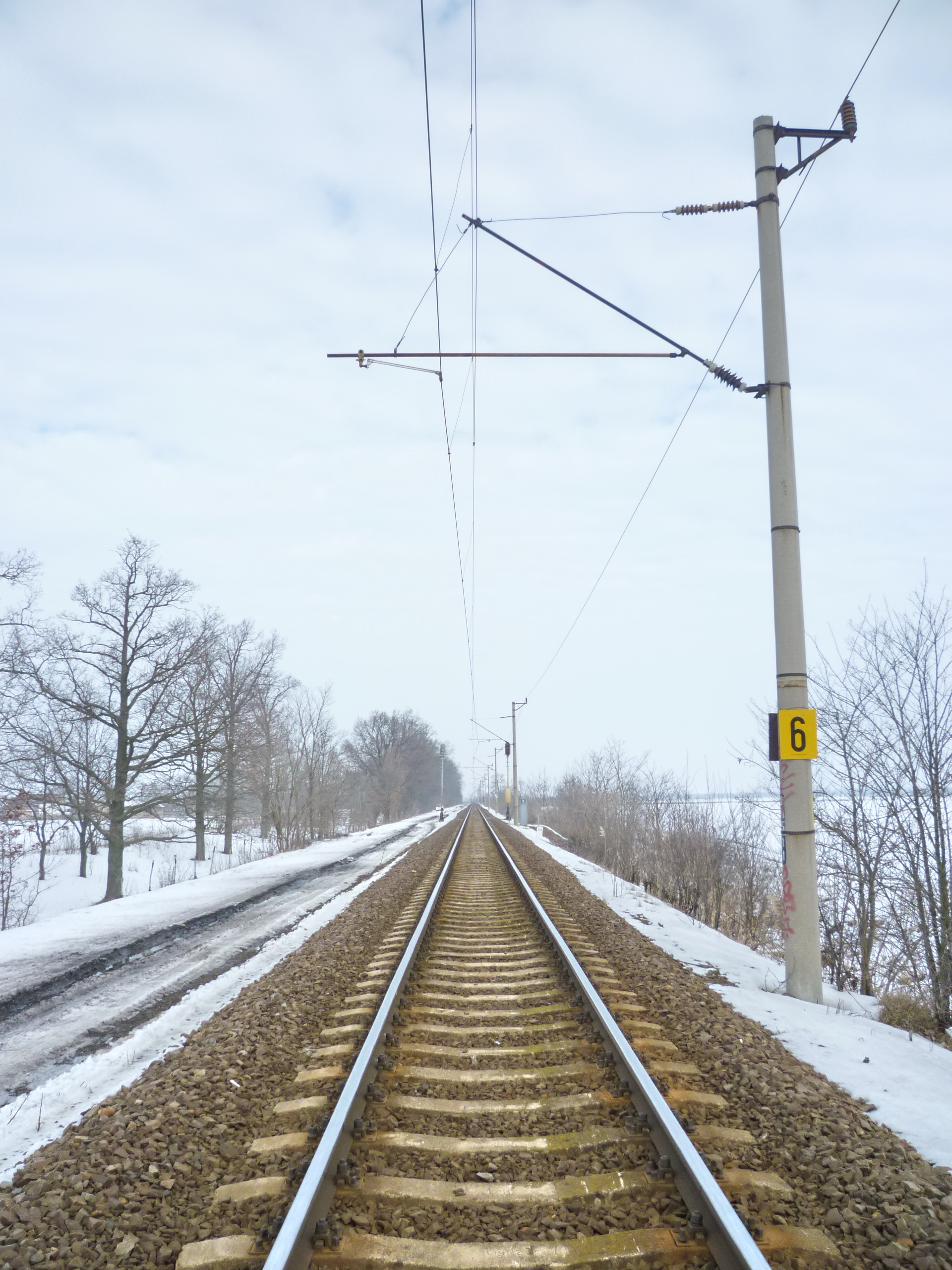
Nagyvasúti felsővezeték

A felsővezeték egy pálya felett kifeszített légvezeték, amelyről a villamos motorral hajtott járművek áramszedők segítségével az energiát nyerik. A felsővezeték munkavezetéke általában keményre húzott vörösréz-huzal, amelyet profilosan alakítanak ki a megfelelő szerelhetőség végett. A jármű tetején elhelyezett áramszedőt rugó-, olaj- vagy sűrített levegő-nyomással szorítják a munkavezetékhez. A munkavezetékben használt áram neme alapján megkülönböztetünk egyen- és váltakozó áramú rendszereket. A nagyvasúti és villamos felsővezeték-rendszerek esetében az elektromos feszültség másik pólusa maga a sín, amely földpotenciálon van.

## Nagyvasúti felsővezeték

### Keresztlánc-rendszer
Kezdetekben a munkavezetéket 30–40 m távolságban, keresztben kifeszített sodronyra rögzítették. Az úgynevezett keresztlánc-rendszerű felsővezetékkel felszerelt pályákon a közlekedő vonatok sebessége nem haladta meg a 40 km/h-t. A villamosok üzemi célú vágányainak felsővezetékeként máig alkalmazzák.

### Hosszlánc-rendszer

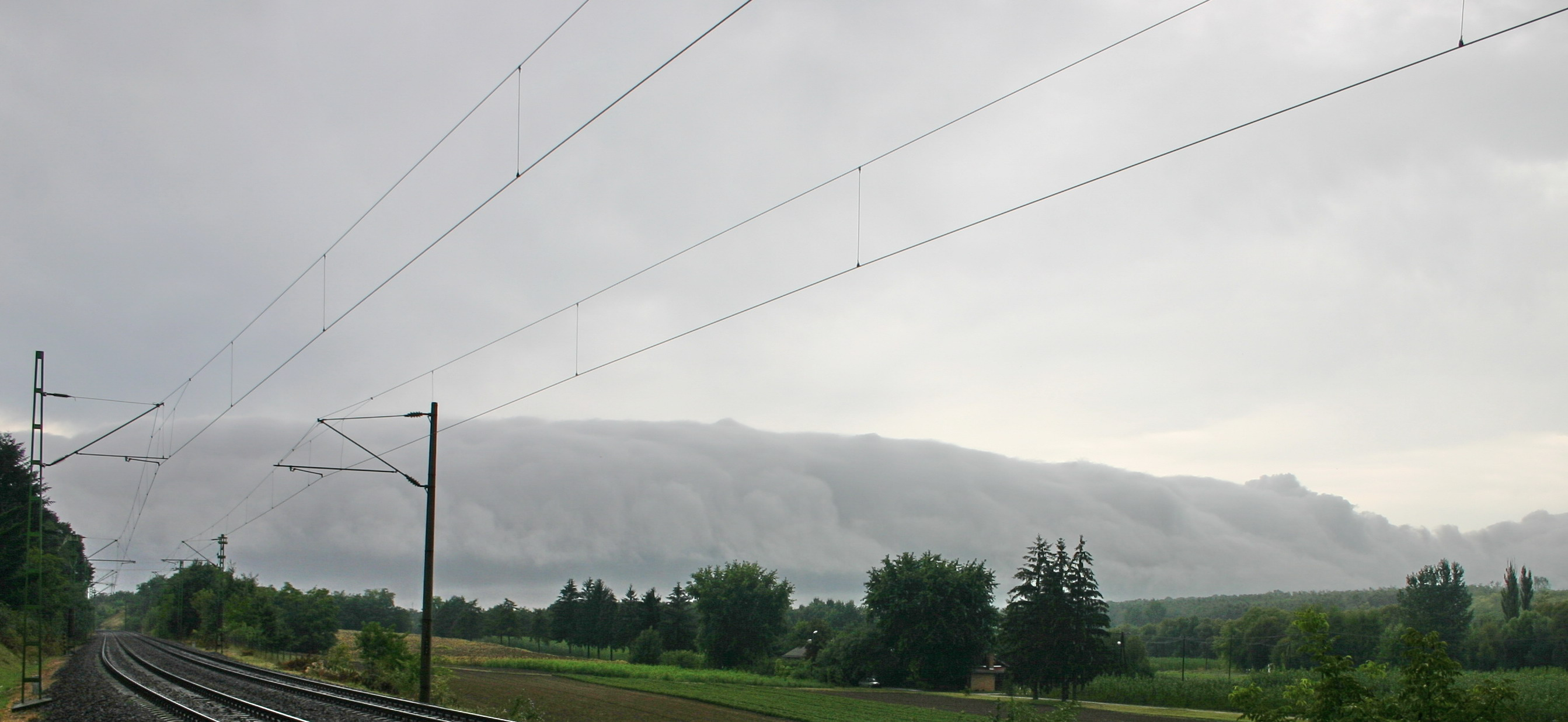
Felsővezeték-hosszláncok a on

Napjainkban leggyakrabban a hosszlánc-rendszert használják, ahol a munkavezetéket függesztőkkel hossztartó sodronyra rögzítik. A tartósodrony készülhet acélból, nagy terhelésű szakaszokon azonban a rézhez hasonló vezetőképességű bronzot alkalmazzák.
A munkavezetéket a pályasík felett azonos magasságban kell tartani, a hőváltozás okozta belógásokat, illetve felkapásokat rugós, vagy súlyfeszítős szerkezetekkel csökkentik. A korszerű felsővezeték rendszereknél a munkavezetéket és a tartósodronyt független szerkezetek feszítik, ezek a kompenzált hosszláncok. A hosszlánc megengedett legnagyobb hossza 1500 m, a nagy hőtágulás miatt középen, fixpontban rögzítik. A hosszlánc-felezésének több előnye van, például vezetékszakadáskor csak felét kell helyreállítani.

### Szakaszolás
A nyíltvonali vágányok feletti felsővezetéket, a hosszláncok hosszának maximálása miatt, több, egymást követő hosszláncból alakítják ki. A hosszláncok csatlakoztatásánál villamosan összekötött, mechanikai szakaszolást, úgynevezett vonali szakaszolást építenek ki, úgy, hogy az áramszedés folyamatossága biztosított legyen. Az ilyen típusú szakaszolást három oszlopközben építik ki, úgy, hogy a középső oszlopközben, körülbelül 20 m hosszban, az áramszedő mindkét hosszlánc munkavezetékét érinti. A szakaszolás egyik középső oszlopa jellemzően vasrácsos szerkezetű, a másik pedig gyakran dupla beton oszlop. A hosszláncok ki- és belépési pontjánál csörlőket is elhelyeznek a hőtágulás okozta kellemetlenségek elkerülése céljából.
Az állomások és nyíltvonalak felsővezetékének találkozásánál a villamos elválasztásra is szükség van, ilyen esetben úgynevezett állomás előtti szakaszolást építenek. Kialakítása hasonló a vonali szakaszoláshoz, azonban a két munkavezeték között nagyobb távolságot tartanak, így biztosítva a megfelelő villamos és mechanikai elválasztást. Az állomás előtti szakaszolást az állomás bejárati jelzőjének közvetlen közelében létesítik.
Az állomási felsővezeték hálózatok, nyíltvonali kiágazások és deltavágányok áramköreinek villamos szétválasztására is szükség van, a rövid hely miatt azonban nem lehet kialakítani a fenti módszerrel, ilyenkor szakaszszigetelőt alkalmaznak.

### Fázishatár

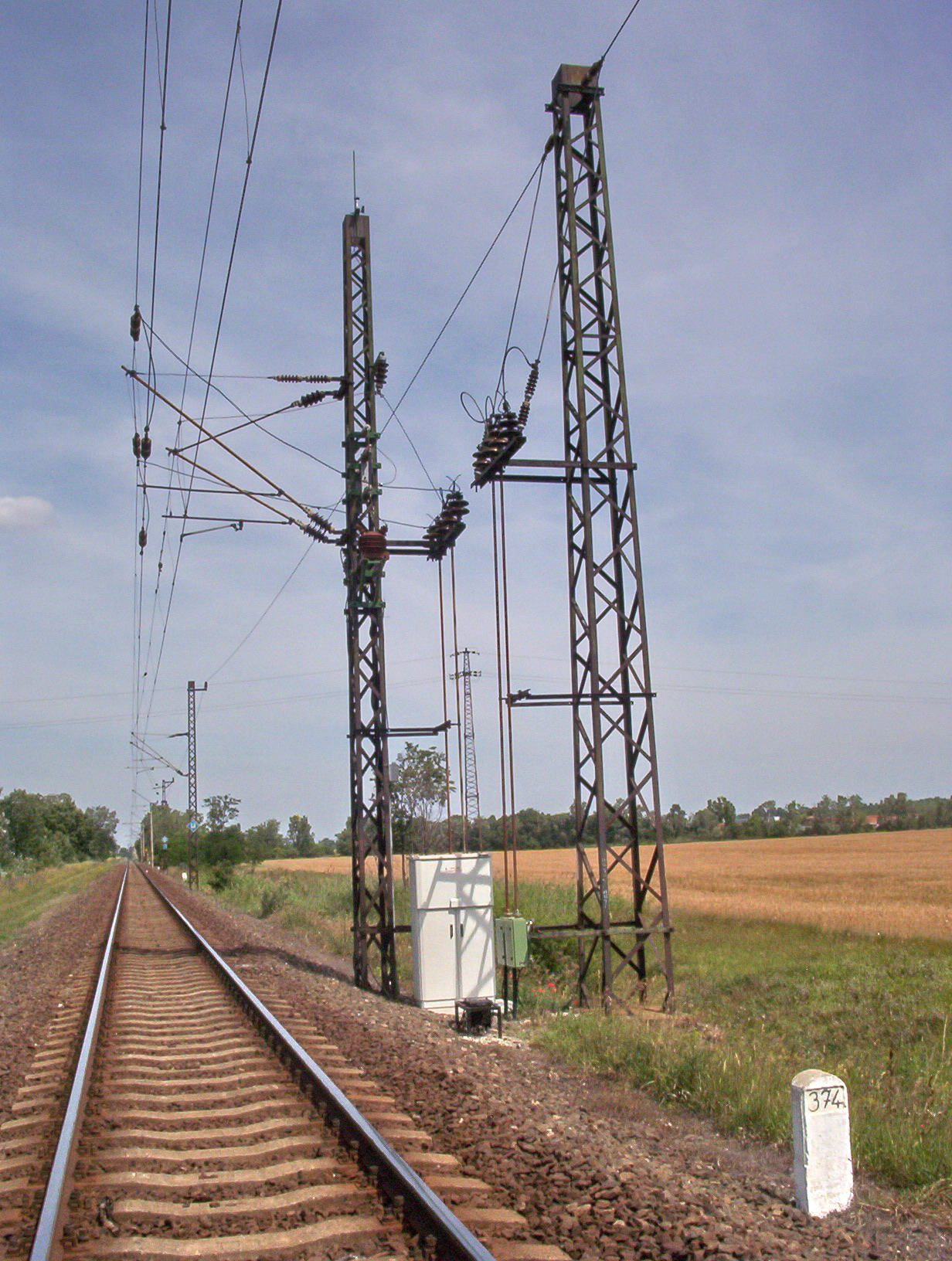
Fázishatár a on

A vontatási transzformátor-állomások (alállomások) az országos villamos hálózat egyenletes terhelése érdekében eltérő fázisú feszültséggel táplálják meg a felsővezetéket, tehát azokat közvetlenül összekötni nem szabad. Emiatt az egyes táplálási szakaszokat a hosszláncba beépített, úgynevezett fázishatárral választják el. A fázishatárt négy-öt oszlopközben építik ki, úgy, hogy a két oldali hosszláncot fokozatosan felemelik, az áramszedő vezetésére egy harmadik, rendes üzemben feszültségmentes vezetéket szerelnek fel.
Fázishatár típusok:
- Alállomási fázishatár: az alállomások betáplálási szakaszának kezdőpontjára helyezik el, feladata az alállomás által megtáplált szakaszok elválasztása
- Nyíltvonali fázishatár: feladata két alállomás egy-egy betáplálási szakaszának elválasztása
- Rendszer fázishatár: akkor alkalmazzák, ha két eltérő táplálási pontról, eltérő rendszerben táplált áramkör áramszedővel járható kapcsolata szükséges.

A szakaszok esetleges véletlen összekötésének elkerülése érdekében a fázishatárok alatt a vasutak kikapcsolt főmegszakítóval való áthaladást írnak elő.

### Megkerülő és tápvezeték
Az állomások előtti és utáni nyíltvonali vonalrészek felsővezetékének folyamatos és biztonságos áramellátása érdekében, az állomási áramköröktől független megkerülő vezetékek segítségével látják el villamos energiával. Az állomási felsővezeték-rendszert szinte minden esetben két vagy több független áramkörre osztják.
Az egyvágányú vasútvonalak nyíltvonali felsővezetékét úgynevezett tápvezetékkel egészítik ki, mintegy  pótolva a második vágány felsővezetékét. Feladata hasonló a megkerülővezetékhez, egy hosszlánc kiesése (szakadása) esetén biztosítja mögöttes pályarészek felsővezetékének áramellátását.

### A felsővezeték-hálózat elemei

#### Munkavezeték
A munkavezeték anyaga leggyakrabban vörösréz, a szelvénye kör alakú, amelyet a jobb szerelhetőség miatt kétoldalt hornyolnak. A vonal terheléséhez igazodóan különböző, jellemzően 65, 80, illetve 100 mm² keresztmetszeti mérettel építik be.
A kopástól legjobban a munkavezetéket kell védeni, ezért az áramszedők csúszósaruját lágyabb anyagból készítik. A munkavezetéket a vágánytengelyhez képest jobbra-balra kitérítve, kígyózva vezetik, hogy az áramszedők egyenletesen kopjanak. A munkavezeték kígyózásának legnagyobb értéke ±400 mm, 1995-től a teljesen új építésű felsővezeték-rendszereknél ±300 mm.
A munkavezeték névleges magassága kétvágányú pályákon és állomásokon a sínkorona szintjétől 6,00 m, de tápvezetékkel ellátott, egyvágányú pályák esetében 5,70 m, azonban útátjárók felett a közúti közlekedés biztonsága érdekében ugyancsak 6,00 m. A legalsó határértéket, 5,05 métert a műtárgyak alatti vonalvezetésnél, jellemzően utólag villamosított vonalak alagútjaiban alkalmazzák.
A hosszlánc-rendszer esetében a felsővezetéki oszlopokat egyenes pálya mellett 75 méterenként állítják, íves vágányszakaszok mellett ennél sűrűbben.

#### Szigetelők
A felsővezeték feszültség alatt lévő szerelvényeit különböző szigetelőkkel választják el a felsővezeték tartóelemeitől, az oszlopoktól. A szigetelők alkalmazásával építik meg a villamos szakaszolásokat, szakaszszigeteléseket is.
A felsővezetéki szigetelők jellemzően porcelánból készülnek, de megjelentek a műanyag szigetelők is. A légköri hatásokkal, a hőmérséklet változással, valamint a vasúti és ipari szennyezőanyagok hatásaival szembeni jobb ellenállás miatt a porcelán szigetelőket barna mázzal vonják be. A műanyagból készült szigetelők elterjedt típusai üvegszál-erősítésű rúdra vulkanizált szilikongumiból állnak, más néven kompozit szigetelőknek nevezik.

## Közúti vasutak felsővezetéke
A közúti vasutak felsővezetékrendszere alaplogikájában természetesen hasonló a nagyvasútihoz. Ám alapvető eltérés, hogy a közúti vasutak esetében szinte mindenhol az aránylag kis feszültségű egyenáramú vontatás a meghatározó a mai napig, továbbá a közúti vasutak alapvetően városi környezetben közlekednek, általában a közúttal közös közlekedési felületeken. Fentiekből következnek az alábbi sajátosságok:

### Szakaszolás, táplálás
Míg a nagyfeszültségű váltóáramot használó nagyvasúti üzemeknél egy-egy szakasz hossza ~50 km, az alállomások pedig akár 100 km-re is lehetnek egymástól, addig a kisebb feszültségű egyenáramú vontatás miatt a közúti vasútnál jóval több áramátalakítóra, és táplálási szakaszra van szükség. Utóbbit indokolja még, hogy a változatos és jóval zavarérzékenyebb városi környezetben eleve több szakasz kell, hogy pontszerű zavar esetén minél kevesebb helyen szüneteljen a táplálás.
A szakasz munkavezetékét az áramátalakítóból érkező, jellemzően a tartóoszlopok tetején futó, pozitív tápkábel látja el árammal. A visszavezetésről szintén külön kábelek gondoskodnak, melyek az elsődleges visszavezetőként működő vasúti sínt kötik össze az áramátalakítóval. Ezek a kábelek jellemzően föld alatt futnak.
A szakaszok megtáplálása lehet sugaras, vagy párhuzamos. A sugarasan megtáplált szakasz esetében az áramkör egyik és másik végén is ugyanaz az áramátalakító áll. A párhuzamos esetben viszont a pozitív irány az egyik átalakítóból indul, a negatív viszont már egy másikba érkezik vissza. Párhuzamos táplálással bizonyos esetekben csökkenthetők a szükséges tápkábel-hosszok, így a veszteség is.
A szakaszokat egymástól szakaszszigetelőkkel választják el, melyek a nagyvasútinál egyszerűbb szerkezetek. A szigetelő elemet két fémprofil fogja közre, melyek a munkavezetékhez csatlakoznak. A járművezető figyelmét a szakaszhatárra egy kék körbe foglalt "Sz" betű hívja fel, melyet általában a keresztsodronyon helyeznek el.
A hazai felsővezeték táplálására létrehozott alállomások, a hazai elosztóhálózatról kapott 120 kV, 50 Hz-es áramot alakítják át transzformátorok segítségével, a vontatás számára használható 25 kV 50 Hz-es árammá.

### Tartószerkezet
A közúti vasúti rendszerek felsővezetékének tartószerkezete is más. Egyrészt a városi környezet sajátosságai miatt gyakran egyéb tárgyak, mint pl. közvilágítási oszlop, vagy egy-egy épület fala tartja a felsővezetéki rendszert, másrészt az alkalmazott sebesség jellemzően jóval alacsonyabb, az egyenáramú vontatás miatt a munkavezeték keresztmetszete nagyobb, így más jellegű igénybevételek érik a szerkezetet.
Alárendeltebb vágányokon, vagy speciális helyeken (hidaknál, alagutakban) alkalmaznak merev felfüggesztésű felsővezetéket. Itt a munkavezeték közvetlenül a tartóoszlopról érkező keresztsodronyhoz csatlakozik egy szigetelőelemmel. Az általánosan elterjedt megoldás Magyarországon a rugalmas felfüggesztés, ahol a munkavezetéket a sodronnyal egy külön függesztő kapcsolja össze; ez lehetőséget ad a munkavezeték kígyóztatására, mely által az alakváltozásokra a rendszer kevésbé érzékeny. A munkavezeték stabilitása tovább növelhető, ha a munkavezeték súlyfeszített. Elsősorban a budapesti HÉV-eknél alkalmazzák az ún. Fischer-Jellinek típusú felsővezetéket. Ez már hasonló a nagyvasúti hosszlánchoz, azonban a tartósodrony itt nincs súllyal megfeszítve, így ez csak félig kompenzált rendszernek tekinthető. Nagyobb sebességgel járt szakaszokon, illetve egyes országokban (pl. Németország szinte valamennyi villamosüzeménél) általános helyeken is alkalmaznak a nagyvasúti hosszlánchoz hasonló, teljesen kompenzált felsővezetéket is a közúti vasutaknál.
A merev rendszert max. 50 km/h-val járt szakaszokon alkalmazzák, a súlyfeszített rugalmas felsővezeték már akár 70 km/h sebességig alkalmazható. Efelett már egyértelműen a hosszláncos megoldás javasolt. A Fischer-Jellinek, illetve a klasszikus hosszlánc komoly előnye továbbá, hogy a merev, illetve a sztenderd rugalmas rendszer esetében alkalmazott 25-30 méteres oszlopköz akár 50 m-ig növelhető.